# Sciana
Sciana (biał. Сьцяна) – białoruski zespół rockowy, założony w 1999 roku w Brześciu. Charakterystyczne dla twórczości grupy było połączenie gitarowych riffów z pogranicza alternatywnego rocka i metalu, brzmienia saksofonu, a w późniejszym okresie syntezatora oraz tekstów w języku białoruskim. W trakcie swojej działalności Sciana wydała trzy albumy studyjne i trzy minialbumy, występowała także i była nagradzana na białoruskich, polskich i ukraińskich festiwalach muzycznych. Jesienią 2016 roku zespół zawiesił działalność.

## Historia
Zespół Sciana został założony 1 sierpnia 1999 roku przez perkusistę Alaksieja Kuźniacoua, skład uzupełnili gitarzysta Pawieł Procharau, basista Andrej Klimus oraz wokalistka Jauhienija Chiło. Pierwotnie grupa wykonywała autorskie piosenki w języku rosyjskim, jednak po krótkim czasie muzycy zaczęli tworzyć wyłącznie po białorusku. W pierwszych latach swojej działalności zespół eksperymentował z wieloma stylami muzycznymi, od punk rocka do jazzu, co znalazło swoje odbicie na nagraniach demo Subjektywizm i Rulet. W 2001 roku do grupy dołączyli saksofoniści Alaksandr Nikałajczyk i Illa Dmucha. Od tego czasu połączenie ciężkiego, gitarowego brzmienia i melodyki saksofonu stało się znakiem rozpoznawczym Sciany.

Pierwszy zagraniczny koncert zespołu odbył się w styczniu 2001 roku w Białymstoku. W styczniu 2002 roku na festiwalu rockowym „Krok” w poleskim Kobryniu grupa zdobyła pierwsze miejsce w rywalizacji młodych zespołów z obwodu brzeskiego. Latem tego roku zespół wystąpił na festiwalu Basowiszcza jako uczestnik konkursu, nie osiągając jednak sukcesu. W 2002 roku Sciana nakładem wydawnictwa Limas wydała swój pierwszy pełnowartościowy album studyjny Ryfmy losau. Rok później zespół zwyciężył w konkursie na festiwalu Basowiszcza, otrzymując nagrodę Radio Polonia. Grupa występowała na tym festiwalu także w kolejnych latach, jednak już w charakterze gości. W 2003 roku zespół wziął udział w nagraniu tribute albumu z utworami grupy N.R.M. Viza Niezależnaj Respubliki Mroja, wykonując cover piosenki „Ja jedu”. 

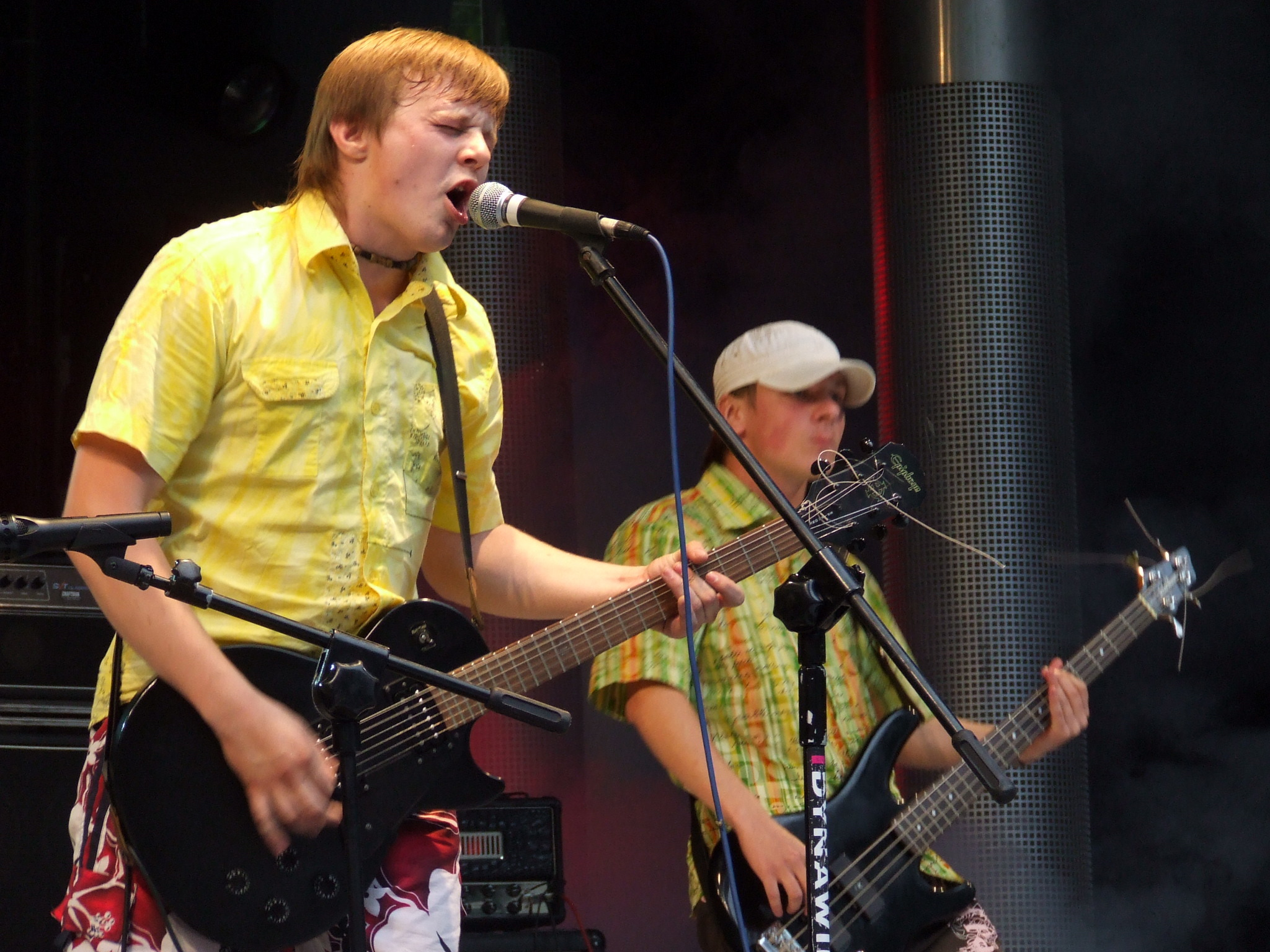
Pawieł Procharau i Andrej Klimus podczas występu zespołu na festiwalu Basowiszcza 2008

Sciana zajęła drugie miejsce na festiwalu zorganizowanym 25 kwietnia 2004 roku w Mińsku z okazji wydania składanki Hienierały ajczynnaha roku, na której znalazł się utwór zespołu „Wiasna.by”. Dzięki temu sukcesowi muzycy dostali możliwość nagrania teledysku do piosenki „Można być”, która na liście przebojów portalu Tuzin Hitou przez kilka edycji zajmowała pierwsze miejsce. W 2005 roku grupę opuściło dwoje dotychczasowych członków – saksofonista Alaksandr Nikałajczyk, który został powołany do wojska, oraz wokalistka Jauhienija Chiło, która przeprowadziła się do Mińska. W tym samym roku zespół wydał zapis swojego występu na festiwalu Basowiszcza. Na ceremonii rozdania białoruskich nagród muzycznych „Rok-karanacyja 2005” Sciana zwyciężyła w kategorii najlepszy zespół regionalny. W tym okresie grupa aktywnie koncertowała na Białorusi oraz w wielu miastach Polski, m.in. w Warszawie, Białymstoku, Giżycku, Węgorzewie, Katowicach i Lublinie. W 2007 roku muzycy Sciany stali się jednymi z bohaterów filmu Mirosława Dembińskiego Muzyczna partyzantka. W 2008 roku dyrektorem zespołu został Źmicier Nazarau, natomiast Illę Dmuchę w roli saksofonisty zastąpił Jauhien Łukjanczyk. W 2009 roku Sciana wydała minialbum EP z pięcioma utworami przygotowanymi na drugi album studyjny zespołu zatytułowany Kropka wiartańnia, który ukazał się 26 lutego 2010 roku nakładem wydawnictwa BMA-group.
14 marca 2012 roku w Kijowie Sciana wzięła udział w prezentacji albumu Peretworysia na zbroju ukraińskiego nu metalowego zespołu Rolliks. W tym samym roku z grupy odszedł dotychczasowy saksofonista, Jauhien Łukjanczyk, na którego miejsce zaproszono klawiszowca Walerego Sakałoua. Zmiana ta spowodowała odejście od dotychczasowego brzmienia i przeobrażenie stylu zespołu. Grupa podjęła także decyzję o kilkumiesięcznej przerwie w koncertowaniu i skupieniu się na zapisie nowego albumu studyjnego. W czerwcu 2013 roku muzycy opublikowali jego zwiastun – minialbum EP_2013, składający się z czterech utworów. Płyta My zastaniemsia została wydana 20 listopada 2013 roku, jej tytuł miał zdaniem muzyków sugerować, że nie zamierzają oni kończyć działalności zespołu mimo postępującego wieku. Po wybuchu Euromajdanu artyści poparli protesty i przekazali Ukraińcom słowa otuchy. W lipcu 2014 roku Sciana zdobyła dwie nagrody na festiwalu Rockowisko w Hajnówce. 5 grudnia 2014 roku zespół świętował swoje piętnastolecie na jubileuszowym koncercie w mińskim klubie „Piraty”, na którym oprócz Sciany wystąpiły grupy TerraKod i Rolliks. W kwietniu 2015 roku grupa wydała minialbum Genesis, zawierający dwie nowe piosenki oraz nową wersję utworu „Ewanhielle ad Ściany” z pierwszej płyty zespołu. W tym samym roku z grupy odszedł Waler Sakałou. 15 października 2015 roku Sciana opublikowała własną wersję utworu „Tepła zyma” ukraińskiego zespołu Skriabin, będącą upamiętnieniem jego zmarłego lidera Andrija Kuźmenki. Po zagraniu jesienią 2016 roku ostatnich koncertów muzycy Sciany podjęli decyzję o zawieszeniu działalności zespołu.

## Skład

### Ostatni skład
- Pawieł Procharau – gitara, wokal (1999–2016)
- Andrej Klimus – gitara basowa, autor tekstów (1999–2016)
- Alaksiej Kuźniacou – perkusja (1999–2016)

### Byli członkowie
- Jauhienija Chiło – wokal (1999–2005)
- Alaksandr Nikałajczyk – saksofon (2001–2005)
- Illa Dmucha – saksofon (2001–2008)
- Jauhien Łukjanczyk – saksofon (2008–2012)
- Waler Sakałou – syntezator (2012–2015)

## Dyskografia

### Albumy studyjne
| Rok  | Dane dot. albumu | Źródło |
| ---- | --- | ------ |
| 2002 | Ryfmy losau - Oryginalna pisownia tytułu: Рыфмы лёсаў - Wydawca: Limas                                               | [ 31 ] |
| 2010 | Kropka wiartańnia - Oryginalna pisownia tytułu: Кропка вяртаньня - Data wydania: 26 lutego 2010 - Wydawca: BMA-group | [ 17 ] |
| 2013 | My zastaniemsia - Oryginalna pisownia tytułu: Мы застанемся - Data wydania: 20 listopada 2013                        | [ 32 ] |

### Minialbumy
| Rok  | Dane dot. albumu                         | Źródło |
| ---- | ---------------------------------------- | ------ |
| 2009 | EP - Data wydania: jesień 2009           | [ 33 ] |
| 2013 | EP_2013 - Data wydania: 12 czerwca 2013  | [ 22 ] |
| 2015 | Genesis - Data wydania: 17 kwietnia 2015 | [ 29 ] |

### Albumy koncertowe
| Rok  | Dane dot. albumu                    | Źródło |
| ---- | ----------------------------------- | ------ |
| 2005 | Basowiszcza-2005 - Wydawca: Sakawik | [ 13 ] |

### Single
| Rok  | Dane dot. singla                                                                                   | Album             | Źródło |
| ---- | -------------------------------------------------------------------------------------------------- | ----------------- | ------ |
| 2003 | „Wiasna.by” - Oryginalna pisownia tytułu: „Вясна.by”                                               | –                 |        |
| 2004 | „Można być” - Oryginalna pisownia tytułu: „Можна быць”                                             | –                 |        |
| 2007 | „Kałychanka” - Oryginalna pisownia tytułu: „Калыханка” - Data wydania: lato 2007                   | My zastaniemsia   | [ 34 ] |
| 2009 | „Na BASach!” - Oryginalna pisownia tytułu: „На БАСах!”                                             | My zastaniemsia   |        |
| 2009 | „Ślozy pad dażdżom” - Oryginalna pisownia tytułu: „Сьлёзы пад дажджом” - Data wydania: wiosna 2009 | Kropka wiartańnia | [ 35 ] |
| 2011 | „Make Yourself” - Data wydania: jesień 2011                                                        | My zastaniemsia   | [ 36 ] |
| 2013 | „Nowaja chwala” - Oryginalna pisownia tytułu: „Новая хваля” - Data wydania: jesień 2013            | My zastaniemsia   | [ 37 ] |
| 2014 | „Pawieryć sabie” - Oryginalna pisownia tytułu: „Паверыць сабе” - Data wydania: 23 maja 2014        | –                 | [ 38 ] |
| 2015 | „Tepła zyma” - Oryginalna pisownia tytułu: „Тепла зима” - Data wydania: 15 października 2015       | –                 | [ 30 ] |

### Wydawnictwa, na których znalazły się utwory zespołu
| Rok  | Dane dot. albumu                                                                            | Utwór        | Źródło        |
| ---- | ------------------------------------------------------------------------------------------- | ------------ | ------------- |
| 2003 | Viza Niezależnaj Respubliki Mroja - Data wydania: 29 grudnia 2003 - Wydawca: BMA-group      | „Ja jedu”    | [ 39 ]        |
| 2004 | Hienierały ajczynnaha roku - Data wydania: 25 kwietnia 2004 - Wydawca: BMA-group            | „Wiasna.by”  | [ 40 ]        |
| 2006 | Premjer Tuzin 2006 - Data wydania: 22 grudnia 2006 - Wydawca: West Records                  | „Można być”  | [ 41 ] [ 42 ] |
| 2008 | NiezależnyJA - Data wydania: 25 marca 2008 - Wydawca: BMA-group                             | „Kałychanka” | [ 43 ]        |
| 2010 | Prawa maładych – pierszy muzyczny blin - Data wydania: 23 marca 2010 - Wydawca: BHMHA Aazis | „Kim ja byu” | [ 44 ]        |

## Teledyski
| Rok  | Tytuł               | Pisownia oryginalna  | Reżyser                        |
| ---- | ------------------- | -------------------- | ------------------------------ |
| 2005 | „Można być”         | „Можна быць”         | Ihor Siwicki, Anatol Kancewicz |
| 2008 | „Kałychanka”        | „Калыханка”          |                                |
| 2010 | „Ślozy pad dażdżom” | „Сьлёзы пад дажджом” | Źmicier Nazarau                |